# Nesno 10th Anniversary Balance Music
『Nesno 10th Anniversary Balance Music』（ネスノ・10th・アニバーサリー・バランス・ミュージック）は、日本のスキンケアコスメブランド「nesno」の設立10周年を記念にリリースされたコンピレーション・アルバム。発売元はINDIAN SUMMER INC.。2014年10月1日発売。

## 解説
nesno（ネスノ）のブランドテーマでもある「バランス」「〜らしさ」をテーマに６組のVarious Artistsによって収録された コンピレーション・アルバム。

## 収録曲
1. introduction /Various Artists(1:54)
2. Balance Dance / ocursurf's featuring moi(5:06)
3. 隠し事 / Life-Like(4:30)
4. マイクラブ / The Broken TV(4:06)
5. I ll be there / Hanaboy(3:38)
6. A HAPPY DAY / スポンジノアカ(vo.ちはる)(4:40)
7. バランス / 谷神領二(4:07)
8. うるおう心 / Hanaboy(3:56)
9. 僕に似合いの身体 / The Broken TV(4:44)
10. 穏やかな毎日 /Life-Like(4:26)
11. わたしはここにいる / スポンジノアカ(vo.ちはる)(4:49)
12. Fairy Blue / ocursurf's featuring moi(6:08)